# Seven Lives Many Faces
A Seven Lives Many Faces a hetedik stúdióalbuma a német Enigma zenei projektnek. Az album világszerte 2008. szeptember 19-én jelent meg, és 11 nappal később Észak-Amerikában is. Michael Cretu, az album producere elmondta, hogy az album egyfajta omnikulturális hangzást kapott, mely az előző albumokon nem volt hallható.

## Dallista
- Encounters
- Seven Lives
- Touchness
- The Same Parents
- Fata Morgana
- Hell's Heaven
- La Puerta del Cielo
- Distorted Love
- Je t'aime Till My Dying Day
- Déjá Vu
- Between Generation
- The Language of Sound

- Japán bónuszdal: 1. Epilogue

### Bónusz CD
- Superficial
- We Are Nature
- Downtown Silence
- Sunrise
- The Language of Sound (slow edit)

## Fordítás
Ez a szócikk részben vagy egészben  a   Seven Lives Many Faces című angol Wikipédia-szócikk ezen változatának fordításán alapul.  Az eredeti cikk szerkesztőit annak laptörténete sorolja fel. Ez a jelzés csupán a megfogalmazás eredetét és a szerzői jogokat jelzi, nem szolgál a cikkben szereplő információk forrásmegjelöléseként.